# Prykarpattia

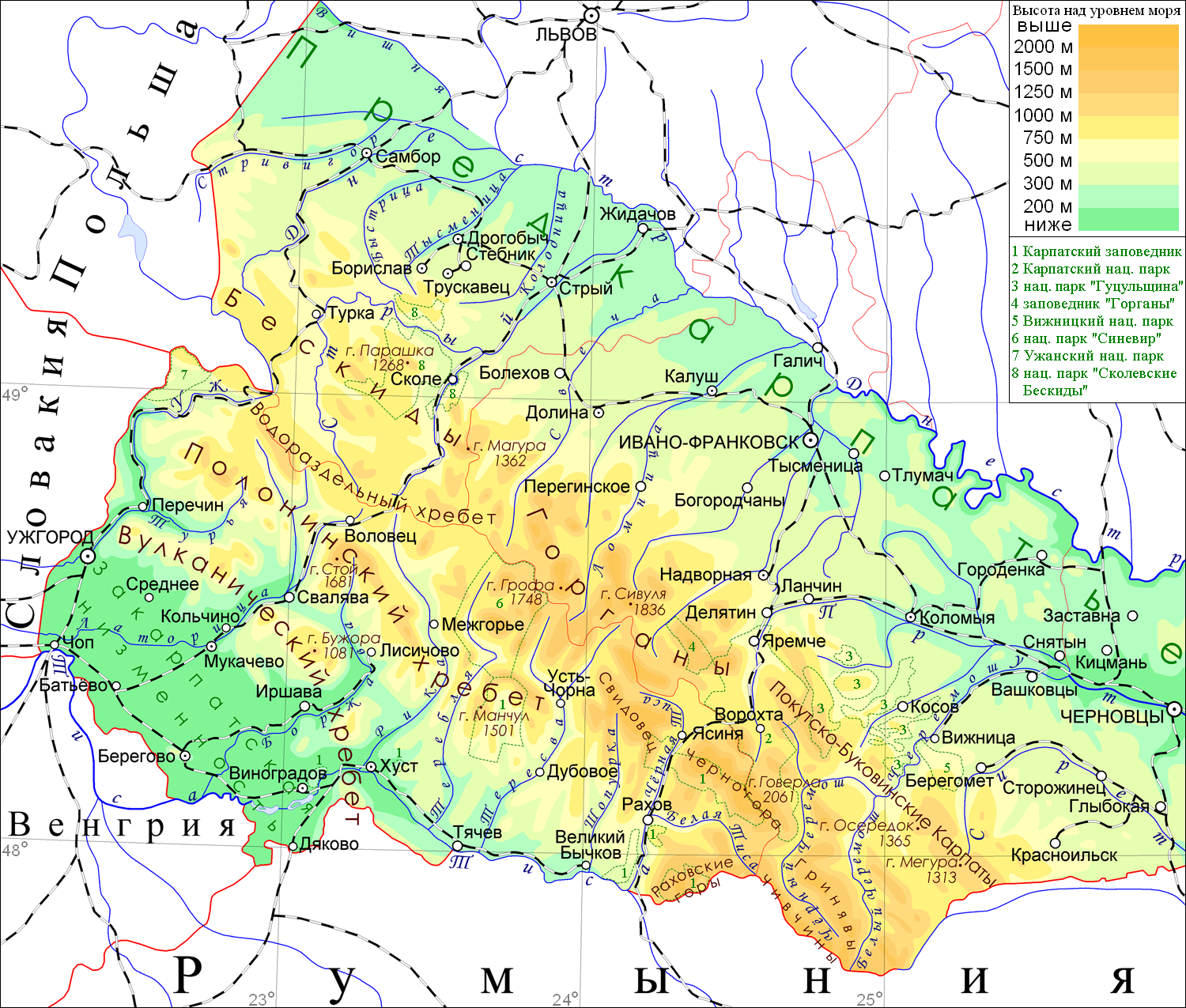
Dãy núi Karpat thuộc Ukraina phân chia Prykarpattia (phía đông bắc) với Zakarpattia (phía tây nam)

Prykarpattia (tiếng Ukraina: Прикарпаття) là một thuật ngữ tiếng Ukraina để chỉ Nội Karpat, một khu vực địa lý tự nhiên ở phần đông bắc chân đồi Karpat.
Khu vực nằm tại vùng chân núi bên ngoài của dãy núi Đông Karpat, gồm tỉnh Ivano-Frankivsk (chủ yếu) và tỉnh Lviv (một phần) hiện nay. Đây là bộ phận của vùng lịch sử lớn Galicia (Haliczyna); trước thế kỷ 14 là bộ phận của Vương quốc Galicia–Volyn. Cùng với các vùng Lviv, Chernivtsi và Zakarpattia, Prykarpattia là một phần của vùng châu Âu Karpat.

## Lịch sử
Khu vực ban đầu là một phần của Kiev Rus' và một trong những quốc gia kế thừa của nó là Thân vương quốc Halych, cuối cùng trở thành một phần của Vương quốc Ba Lan. Sau Phân chia Ba Lan năm 1772, Prykarpattia rơi vào tay chế độ quân chủ Habsburg.
Sau Chiến tranh thế giới thứ nhất và Áo-Hung sụp đổ, khu vực trở thành nơi tranh chấp giữa Ba Lan và Cộng hòa Nhân dân Tây Ukraina tồn tại trong thời gian ngắn. Sau khi Chiến tranh Ba Lan-Xô viết kết thúc, khu vực vẫn ở lại Ba Lan.
Sau cuộc xâm lược và phân chia Ba Lan năm 1939 giữa Đức Quốc xã và Liên Xô, khu vực này thuộc về Cộng hòa Xã hội Chủ nghĩa Xô viết Ukraina (rơi vào tay Đức Quốc xã sau khi bắt đầu Chiến dịch Barbarossa và kéo dài cho đến năm 1944). Nơi đây vẫn là một phần của Ukraina hiện đại, được sáp nhập vào tỉnh Ivano-Frankivsk phía tây Ukraina, gần tương ứng với nửa phía nam của tỉnh này.

## Địa lý
Khu vực Pokuttia ngày nay được sử dụng thay thế cho Prykarpattia. Không có biên giới chính thức được thiết lập giữa cả hai thuật ngữ. Khi đề cập đến Prykarpattia, người ta hiểu rằng đó là toàn bộ tỉnh Ivano-Frankivsk. Đối với Pokuttia, nó chỉ dành cho phần phía đông của cùng một khu vực. Đôi khi phần phía nam của tỉnh Lviv được coi là một phần của Prykarpattia như các thành phố Stryi, Truskavets và Drohobych. Sông Dnister là tuyến đường thủy chính trong khu vực, và có hàng loạt các con sông nhỏ khác chảy qua địa bàn. Các thành phố lớn khác trong khu vực là Halych, Kalush, Ivano-Frankivsk và các nơi khác. Khu vực này là quê hương của các nền văn hóa Ukraina như Hutsul, Lemko, Boyko và những nền văn hóa khác.

## Địa điểm quan tâm
- Deltyatyn
- Hody-Dobrovidka
- Halych
- Ivano-Frankivsk
- Kolomyia (tiếng Romania: Colomeea)
- Kalush
- Kosmach
- Dolyna
- Lanchyn
- Pechenizhyn
- Obertyn (tiếng Romania: Obertin)
- Verkhovyna
- Vorokhta
- Yabluniv
- Yaremche
- Zabolotiv
- Vườn tự nhiên quốc gia Karpat